# Sabacon zateevi
Espèce
Sabacon zateevi est une espèce d'opilions dyspnois de la famille des Sabaconidae.

## Distribution
Cette espèce est endémique de la république de l'Altaï en Russie. Elle se rencontre vers Oust-Koksa.

## Description
Le mâle holotype mesure 3,10 mm.

## Systématique et taxinomie
Cette espèce a été décrite par Trilikauskas et Azarkina en 2021.

## Étymologie
Cette espèce est nommée en l'honneur d'Aleksandr V. Zateev.

## Publication originale
- Trilikauskas & Azarkina, 2021 : « The harvestmen fauna (Arachnida: Opiliones) of the Katunsky Biosphere Reserve and adjacent territories (South Siberia, Russia), with a description of a new species of Sabacon (Sabaconidae) and notes on Sabacon sergeidedicatum Martens, 1989. » Zootaxa, no 4990(1), p. 117–133.